# Liste der Kulturgüter in Echichens
Die Liste der Kulturgüter in Echichens enthält alle Objekte in der Gemeinde Echichens im Kanton Waadt, die gemäss der Haager Konvention zum Schutz von Kulturgut bei bewaffneten Konflikten, dem Bundesgesetz vom 20. Juni 2014 über den Schutz der Kulturgüter bei bewaffneten Konflikten sowie der Verordnung vom 29. Oktober 2014 über den Schutz der Kulturgüter bei bewaffneten Konflikten unter Schutz stehen.
Objekte der Kategorien A und B sind vollständig in der Liste enthalten, Objekte der Kategorie C fehlen zurzeit (Stand: 1. Januar 2023).

## Kulturgüter
| Foto |                                                                           | Objekt | Kat. | Typ | Standort                                                | Beschreibung |
| ---- | ------------------------------------------------------------------------- | --- | ---- | --- | ------------------------------------------------------- | --- |
| ja   | Datei hochladen · Wikidata zu Schloss Mestral (Q2243294)                  | Schloss Mestral / Château de Mestral KGS-Nr.: 06492                                                                                                | A    | G   | Saint-Saphorin-sur-Morges, Le Pavé 2a–c 527054 / 155340 | Umfasst Reste des alten Bergfrieds, Orangerie, Stall und Heuboden, Dachboden und Keller, Weinpresse, Hühnerstall und Brunnen. |
| BW   | Datei hochladen · Wikidata zu Schloss mit Nebengebäuden (Q29890756)       | Schloss Echichens und Nebengebäude mit dem Turm der alten Burg / Château d’Echichens et dépendance avec la tour de l’ancien château KGS-Nr.: 06000 | B    | G   | Colombier, Place du Château 10–16 526130 / 156601       | |
| BW   | Datei hochladen · Wikidata zu Reformierte Kirche Saint-Martin (Q29890757) | Reformierte Kirche Saint-Martin / Église réformée Saint-Martin KGS-Nr.: 06001                                                                      | B    | G   | Colombier, Route de l’Affiaz 9.2 526130 / 156596        | |
| BW   | Datei hochladen · Wikidata zu Schlösschen (Q29890762)                     | Schlösschen / Petit Château KGS-Nr.: 14587 | B    | G   | Colombier, Place du Château 2 525882 / 156525           | |
| BW   | Datei hochladen · Wikidata zu Brunnen (Q29890759)                         | Brunnen / Fontaine KGS-Nr.: 14588 | B    | K   | Colombier, Au Village 525862 / 156475                   | |
| BW   | Datei hochladen · Wikidata zu Gemeindehaus (Q29890761)                    | Gemeindehaus / Maison de Commune KGS-Nr.: 14589 | B    | G   | Colombier, Route de Village 9 525925 / 156543           | |